# رون طومسون (ممثل)
رون طومسون (بالإنجليزية: Ron Thompson)‏ هو كاتب أغاني وممثل أمريكي، ولد في 31 يناير 1941 في الولايات المتحدة.

## وصلات خارجية
- رون طومسون على موقع IMDb (الإنجليزية)
- رون طومسون على موقع أول موفي (الإنجليزية)
- رون طومسون على موقع قاعدة بيانات الفيلم (الإنجليزية)